# C. J. Sansom
Christopher John "C. J." Sansom (Edimburgo, 1952 – 27 de abril de 2024) foi um escritor britânico de romances históricos criminais.

## Biografia
Ele era filho único. Seu pai, Trevor, era inglês e engenheiro naval; sua mãe, Ann, era escocesa, e uma presbiteriana tradicional e conservadora.
Desenvolveu inclinações políticas socialistas na adolescência e estudou história na Universidade de Birmingham, onde obteve primeiro o bacharelado e depois o doutorado, com uma tese sobre a política do Partido Trabalhista britânico em relação à África do Sul entre as duas guerras. Posteriormente, formou-se em direito e trabalhou ao longo das décadas de 1980 e 1990 na assistência jurídica, buscando ajudar pessoas vulneráveis. Morando em Brighton, frequentava grupos de escritores como hobby.

### Trabalho
Sansom ganhou destaque com a série Shardlake, sua série histórica no reinado de Henrique VIII, no século XVI. O personagem principal é o advogado Mateus Shardlake. O romance de estreia, Dissolution, foi publicado em 2003. Publicou mais seis romances da série e trabalhava no oitavo quando faleceu. Também escreveu outros dois romances não seriados.
Mais de três milhões de cópias dos romances de Shardlake foram publicadas, tornando-se uma das séries policiais de maior sucesso de todos os tempos.
Versões adaptadas foram lançadas na BBC Radio 4. Sansom faleceu menos de uma semana antes da série de televisão baseada em Dissolution começar a ser transmitida na rede Disney+.

### Política
Ele foi um opositor da independência Escocesa. Sansom doou 161 mil libras para o Better Together que fez campanha para o "não" (não independência da Escócia em relação ao Reino Unido) no Referendo sobre a independência da Escócia em 2014.

### Prêmios
- 2005 - Ellis Peters Historical Dagger Award (atual CWA Historical Dagger), por Dark Fire[8]
- 2013 - Sidewise Award for Alternate History, por Dominion[9]
- 2022 - Cartier Diamond Dagger da Associação de Escritores de Crime por sua notável contribuição ao gênero[10]
- 2023 - doutorado honorário da Universidade de Edimburgo[11]

### Morte
Em 2012, Sansom foi diagnosticado com mieloma múltiplo, um câncer raro que afeta a medula óssea, e começou a quimioterapia. Ele morreu em 27 de abril de 2024, aos 71 anos.

## Obras

### Série de Matthew Shardlake
1. Dissolution (2003) no Brasil: Dissolução (Record, 2005)
2. Dark Fire (2004) no Brasil: Fogo Negro (Record, 2007)
3. Sovereign (2006) em Portugal: Soberano: Intriga na Corte (Edições Asa, 2008) / no Brasil: Soberano (Record, 2008)
4. Revelation (2008) Revelação em Portugal: (Porto Editora, 2010) / no Brasil: (Record, 2011)
5. Heartstone (2010) em Portugal: Corrupção (Porto Editora, 2015)
6. Lamentation (2014)
7. Tombland (2018)

### Outros
- Winter in Madrid (2006) Inverno em Madrid em Portugal: (Porto Editora, 2011) / no Brasil: (Record, 2006)
- Dominion (2012)